# Flinn Springs
Flinn Springs es un área no incorporada ubicada en el condado de San Diego en el estado estadounidense de California. La localidad se encuentra ubicada dentro de El Cajón al norte de la Interestatal 8 y al lado de Olde Highway 80.